# Keskenylevelű csillagfürt
A keskenylevelű csillagfürt (Lupinus angustifolius) a pillangósvirágúak családjába tartozó, a mediterrán térségben őshonos, de mára valamennyi kontinensen elterjedt, haszonnövényként termesztett, de kivadulva gyomként is terjedő növényfaj.

## Megjelenése
A keskenylevelű csillagfürt 30–60 cm magas, egyéves növény. Szára karcsú, egyenes, elágazó, sűrűn leveles, finoman szőrözött. Váltakozó állású, hosszú szárú levelei ujjasan összetettek, 7-9 hosszú (2–4 cm hosszú és 0,2-0,5 cm széles) szálas, tompa végű, ép szélű levélkével.
Az éghajlattól függően áprilistól júliusig virágzik. Virágzata hosszú fürt. Virága pillangós, zigomorf, 1,1-1,3 mm hosszú. Színe élénk halványkék, néha fehér. A csésze kétlebenyes, a felső láthatóan rövidebb az alsónál. A porzók száma 10, tövük összenőtt; bibéje egy van.
Termése 4–6 cm hosszú, rövidszőrös, sárgásbarna hüvely, benne 4-6 maggal. Magja szürke vagy barna, 7–8 mm-es.
Kromoszómaszáma 2n=38, 2n=42 és 2n=44 is lehet.

## Elterjedése és termőhelye
Európa mediterrán vidékein, a Közel-Keleten és Észak-Afrikában őshonos, de a világ számos területén (Európa, Ázsia, Dél-Afrika, Észak- és Dél-Amerika, Ausztrália) termesztették/termesztik haszonnövényként és sokhelyütt elvadult, gyomként terjed. Ausztráliában nagy mennyiségben termesztik, de egyúttal invazív fajként tartják számon. Megtalálható a trópusokon, de ott inkább hegyvidéki faj (1500–2500 m magasan). Skandináviában is megél, de magja ott már nem érik be.
Réteken, parlagokon, útszélen, bozótosokban, kertekben fordul elő. A savanyú talajt kedveli.
A kikeléstől számítva 80-120 naposan virágzik. Méhek porozzák be, de önbeporzásra is képes. A többi pillangósvirágúhoz hasonlóan gyökérgumóiban Rhizobium és Bradyrhizobium baktériumok élnek vele szimbiózisban, amelyek megkötik a levegő nitrogénjét.

## Jelentősége
A keskenylevelű csillagfürtöt már 4 ezer évvel ezelőtt is termesztették, de széleskörű felhasználására csak a 20. században, a keserűanyag nélküli változatok kinemesítésévvel került sor, elsősorban Németországban és Ausztráliában. 
Nitrogénmegkötő képessége és ehető, takarmányozható, magas fehérjetartalmú magvai miatt termesztik, zöldtrágyaként, talajjavítóként, dísznövényként is felhasználják. Magvait kávépótlóként használták. Magyarországon a 20. század elején jelent meg, elsősorban talajjavítóként. Az 1980-as években már több mint 15 ezer hektáron termesztették a csillagfürt-fajokat, de ez a rendszerváltást követően töredékére csökkent, a 2010-es években már csak kb. 400 hektár maradt (többnyire Szabolcs-Szatmár-Bereg megyében).
A vad (nem nemesített) csillagfürt 0,03-2,5%-nyi mérgező alkaloidot (lupinidin, allolupinin, lupanin) és glikoalkaloidot (vernin) tartalmaz. Nagy mennyiségben való fogyasztása az állatokban májkárosodást, gyomor- és bélgyulladást, a magzatok fejlődési rendellenességét okozza. A takarmányként etetett csillagfürt alkaloidtartalma nem érheti el a 0,1%-ot.

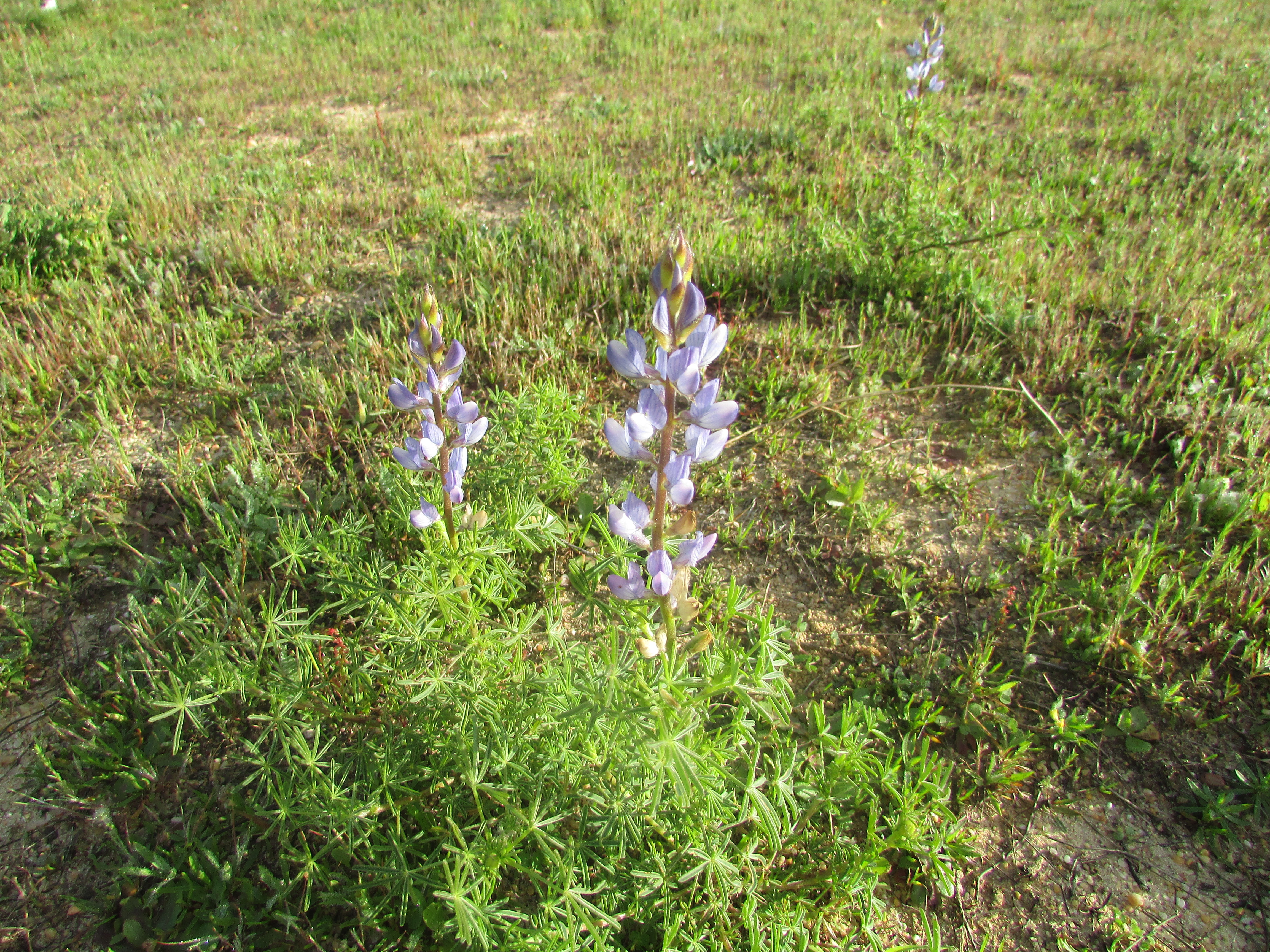
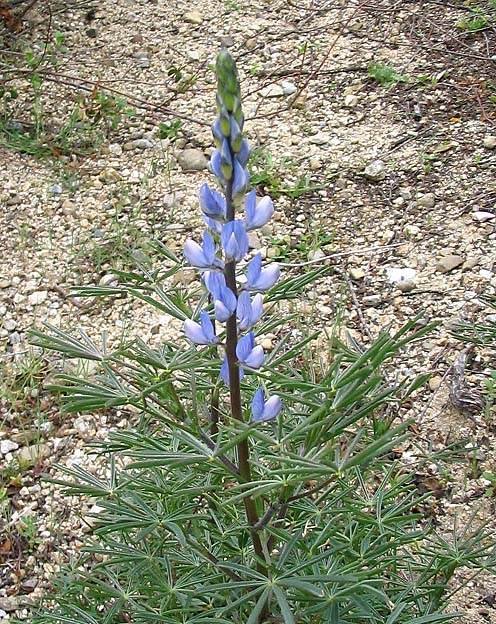
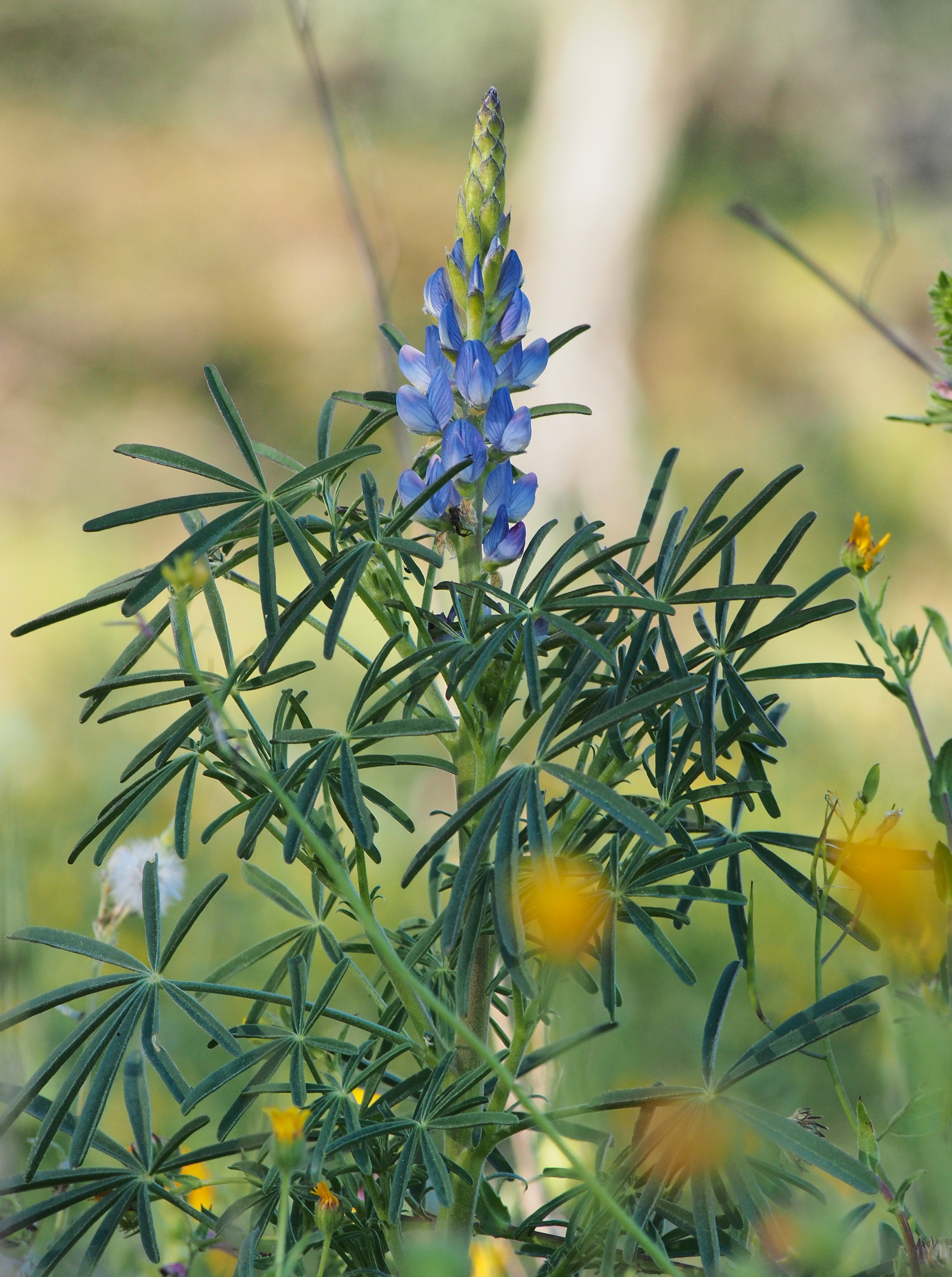
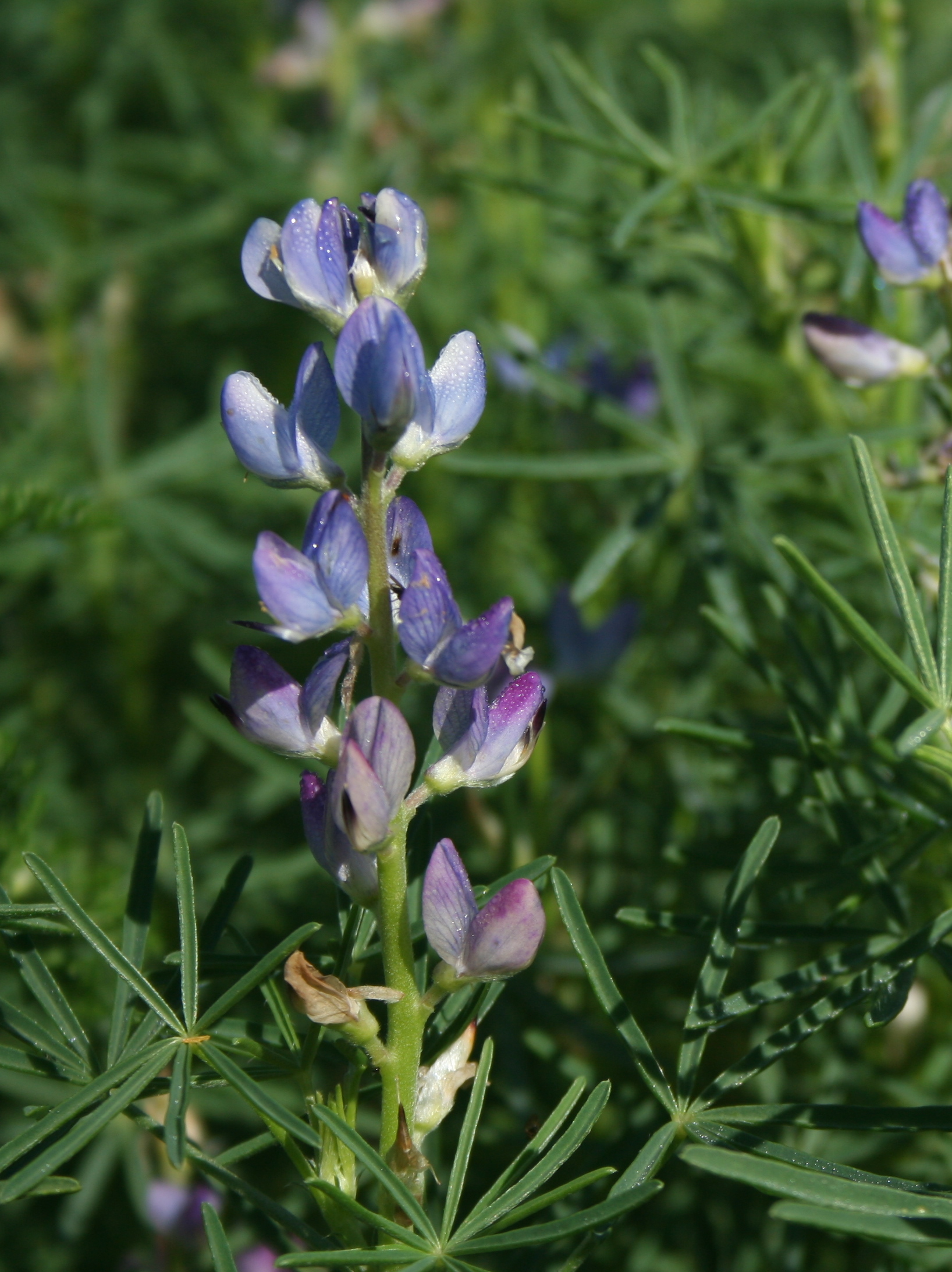
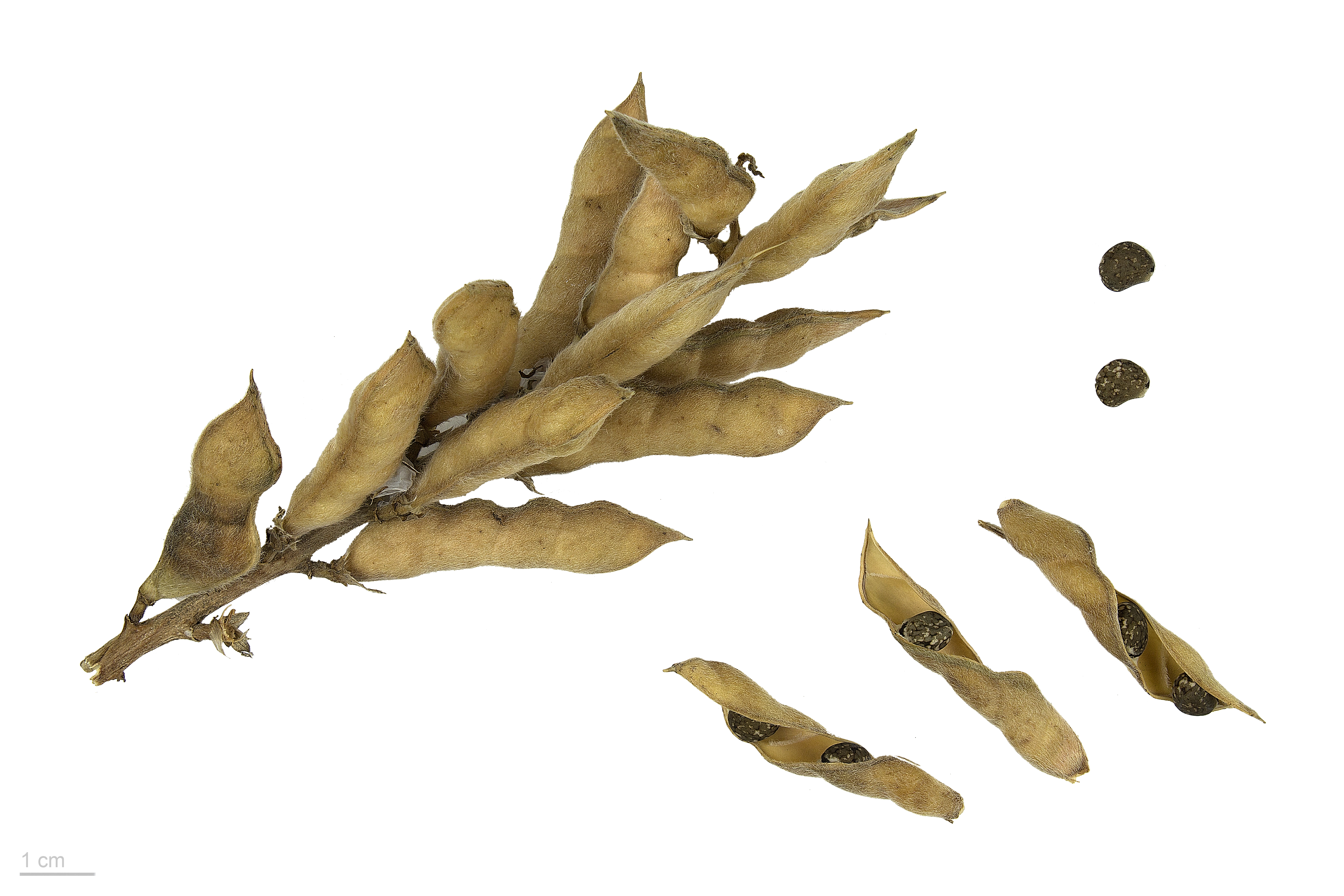